# NGC 6961
NGC 6961 је елиптична галаксија у сазвежђу Водолија која се налази на NGC листи објеката дубоког неба.
Деклинација објекта је + 0° 21' 50" а ректасцензија 20h 47m 10,4s. Привидна величина (магнитуда) објекта NGC 6961 износи 13,6 а фотографска магнитуда 14,6. NGC 6961 је још познат и под ознакама CGCG 374-14, NPM1G +00.0554, PGC 65372.